# آیرین کارا
آیرین کارا (انگلیسی: Irene Cara؛ زادهٔ ۱۸ مارس ۱۹۵۹ – درگذشتهٔ ۲۵ نوامبر ۲۰۲۲) موسیقی‌دان اهل ایالات متحده آمریکا بود.